# Notte di note - Il concerto
Notte di note - il concerto del 1985 è l’ultimo concerto del tour Notti di note di Claudio Baglioni realizzato nell’estate del 1985 a seguito dell'uscita dell’album La vita è adesso che è il disco più venduto di tutti i tempi nella storia della discografia Italiana.
Fu il primo concerto trasmesso in diretta TV nella storia della musica italiana, che segnò anche un incredibile primato di ascolti; più di 12 milioni di persone davanti alla televisione, è infatti anche l’evento musicale italiano con più ascolti televisivi della storia. Allo stadio erano presenti più di 95.000 spettatori e per la prima volta, nonostante lo stadio pieno, rimasero persone fuori sicché nelle piazze di Roma fu mandato in diretta il concerto.
Il tour ebbe più di 1,5 milioni di spettatori in totale e dell’ultimo concerto a Roma ne fu fatta una replica per le troppe richieste.

## Scaletta
1. Via
2. Quante volte
3. Io me ne andrei
4. Amore bello
5. Poster
6. Notti
7. Quanto ti voglio
8. I vecchi
9. Fotografie
10. Ninna nanna, nanna ninna
11. E tu...
12. Alé Oó
13. Un nuovo giorno o un giorno nuovo
14. E adesso la pubblicità
15. Uomini persi
16. Medley e presentazione band: ‘51 Montesacro - Signora Lia - Notte di Natale - A modo mio - Lampada Osram - W l'Inghilterra - Ragazze dell’est - Ragazza di campagna - Porta portese - Mia libertà - Una faccia pulita - Buona fortuna
17. Andiamo a casa
18. Notte di note, note di notte
19. La vita è adesso
20. Amori in corso
21. Medley 2: Con tutto l’amore che posso - Sabato pomeriggio - E tu come stai? - Solo
22. Avrai
23. Questo piccolo grande amore
24. Strada facendo

## Formazione
- Claudio Baglioni - voce, chitarre e pianoforte
- Paolo Gianolio - chitarre e tastiere
- Walter Savelli - pianoforte e tastiere
- Aldo Banfi - tastiere
- Maurizio Galli - basso elettrico
- Flaviano Cuffari - batteria
- Pasquale Minieri - ingegnere del suono e direttore della diretta televisiva